# جوولانوس
جوولانوس (به اسپانیایی: Jovellanos) یک منطقهٔ مسکونی در کوبا است که در استان ماتانزاس واقع شده‌است. جوولانوس ۵۰۵ کیلومتر مربع مساحت و ۵۸٬۶۸۵ نفر جمعیت دارد و ۴۵ متر بالاتر از سطح دریا واقع شده‌است.